# B Gata H Kei
B Gata H Kei (jap. B型H系 Bī Gata Etchi Kei; znane także pod ang. tytułem: B-Type H-Style) – manga, anime oraz słuchowisko (wydane 14 września 2007 na płycie CD) z gatunku ecchi z grupą docelową zwaną seinen (przeznaczone głównie dla nastoletnich chłopców i młodych mężczyzn, zawierające dużą liczbę podtekstów seksualnych).

## Opis fabuły
Główną bohaterką jest wykazująca nadmierne zainteresowanie seksem Yamada – 15-letnia postać typu tsundere, która rozpoczynając naukę w szkole średniej stawia sobie za cel odbycie stu stosunków płciowych z setką różnych mężczyzn. Jej ambicję wzmacnia fakt, iż jej młodsza siostra, Chika Yamada (postać typu lolicon), cieszy się równie dużym powodzeniem wśród chłopców. Yamada uważana jest w swoim środowisku za bardzo atrakcyjną lecz, mimo to jest bardzo nieśmiała w związku z czym dziewictwo pragnie stracić z niedoświadczonym – tak samo jak ona – prawiczkiem. W realizacji celu Yamady pomaga jej koleżanka Miharu Takeshita. Takashi Kosuda, uczeń tej samej klasy, wydaje się w oczach Yamady idealnym pierwszym partnerem. Sam Takashi uważa siebie za niegodnego takiej dziewczyny jak Yamada nie wiedząc, że jest jednocześnie obiektem uczyć Mayu Miyano – jego przyjaciółki, z którą zna się od szkoły podstawowej, a która przez Yamadę uważana jest za rywalkę. Wśród bohaterów pobocznych wyróżnić można Kyōka Kanejō, bogatą dziewczynę mieszkającą przez długi czas w Stanach Zjednoczonych, która uważana jest przez Yamadę za konkurentkę w urodzie i popularności. Sama Kyōka zakochana jest we własnym bracie Keiichi Kanejō, który z kolei stanowi rywala dla Takashi w walce o względy Yamady.

## Manga
Początki mangi, której twórcą jest Yōko Sanri sięgają roku 2003 kiedy to rozpoczęto publikację pilotażowych rozdziałów w Shūkan Young Jump. 18 lutego 2005 Shueisha rozpoczęło wydawanie kolejnych tomów tankōbon. Zgodnie ze stanem z dnia 25 marca 2011 ostatni tankōbon o numerze 9 ukazał się 18 marca 2011. 3 lutego 2011 ukazał się 300. i ostatni odcinek B Gata H Kei w Shūkan Young Jump (numer 10 w roku 2011) co zapowiedziano we wcześniejszym numerze. Poza Japonią od 2006 roku manga wydawana jest również w języku chińskim (w piśmie tradycyjnym) na Tajwanie przez Sharp Point Press.

### Lista tomów
| Nr | Data wydania         | ISBN                   |
| -- | -------------------- | ---------------------- |
| 01 | 18 lutego 2005       | ISBN 4-08-876756-X     |
| 02 | 19 stycznia 2006     | ISBN 4-08-877021-8     |
| 03 | 19 października 2006 | ISBN 4-08-877154-0     |
| 04 | 19 lipca 2007        | ISBN 978-4-08-877278-3 |
| 05 | 23 kwietnia 2008     | ISBN 978-4-08-877411-4 |
| 06 | 22 kwietnia 2009     | ISBN 978-4-08-877613-2 |
| 07 | 22 marca 2010        | ISBN 978-4-08-877742-9 |
| 08 | 16 sierpnia 2010     | ISBN 978-4-08-877899-0 |
| 09 | 18 marca 2011        | ISBN 978-4-08-879114-2 |

## Anime
Na podstawie mangi studio Hal Film Maker stworzyło anime w reżyserii Yūsuke Yamamoto, według scenariusza Satoru Nishizono i Kazuyuki Fudeyasu. 12-odcinkowy serial emitowany był w telewizji Tokyo Metropolitan Television co tydzień od 1 kwietnia do 17 czerwca 2010. Późna godzina emisji (1 w nocy) została uznana na stronie Anime News Network za nieodpowiednią, biorąc pod uwagę grupę docelową tego anime, jaką miała być młodzież. Anime spotkało się z krytyką i zostało nazwane m.in. "jeszcze jedną bzdurną komedią seksualną". Twórcy anime otrzymali listy z groźbami, których nadawcy żądali zmiany treści serialu. Twórcy tłumaczyli, iż to nie od nich zależą prezentowane treści a producenci zapowiedzieli skontaktowanie się w tej sprawie z policją.

### Lista odcinków[17]
| #  | Tytuł | Premiera         |
| -- | --- | ---------------- |
| 01 | bōi♂mītsu♀gāru anata no "hajimete" watashi ni chōdai!! / hōkago daisakusen! toriaezu kisu shimasho?Boy ♂ Meets ♀ Girl I shall have your "first time"!! / The grand operation after school! In any case let's kiss for a start? (ぼーい♂みーつ♀がーる あなたの『初めて』私にちょうだい!! / 放課後大作戦！とりあえずキスしましょ？)                        | 1 kwietnia 2010  |
| 02 | sō da! pūru ikō watashi no mizugi, mitai yo ne! / raibaru shutsugen dare yo? ano effu kappu!?That's it! Let's go to the pool. You want to see my swimsuit don't you! / Rival appears. Who? That one with the F-cup!? (そうだ！プールいこう 私の水着、見たいよねっ！ / ライバル出現 誰よ？あのFカップ!?)                                                  | 8 kwietnia 2010  |
| 03 | anshitsu de kyūsekkin! chotto kiken na bukatsudō!? / moeru bunkasai! gakuen no joō-sama wa kono watashi!!Closing the distance in the dark room! Club activity that's a little dangerous!? / Cultural festival all fired up! The queen of the school is me!! (暗室で急接近！ちょっとキケンな部活動!? / 燃える文化祭！学園の女王はこの山田!!)              | 15 kwietnia 2010 |
| 04 | bōi♂mītsu♀gāru anata no "hajimete" watashi ni chōdai!! / hōkago daisakusen! toriaezu kisu shimasho?Closing the distance in the dark room! Club activity that's a little dangerous!? / Cultural festival all fired up! The queen of the school is me!! (ぼーい♂みーつ♀がーる あなたの『初めて』私にちょうだい!! / 放課後大作戦！とりあえずキスしましょ？) | 22 kwietnia 2010 |
| 05 | bōi♂mītsu♀gāru anata no "hajimete" watashi ni chōdai!! / hōkago daisakusen! toriaezu kisu shimasho?Closing the distance in the dark room! Club activity that's a little dangerous!? / Cultural festival all fired up! The queen of the school is me!! (ぼーい♂みーつ♀がーる あなたの『初めて』私にちょうだい!! / 放課後大作戦！とりあえずキスしましょ？) | 29 kwietnia 2010 |
| 06 | bōi♂mītsu♀gāru anata no "hajimete" watashi ni chōdai!! / hōkago daisakusen! toriaezu kisu shimasho?Closing the distance in the dark room! Club activity that's a little dangerous!? / Cultural festival all fired up! The queen of the school is me!! (ぼーい♂みーつ♀がーる あなたの『初めて』私にちょうだい!! / 放課後大作戦！とりあえずキスしましょ？) | 6 maja 2010      |
| 07 | bōi♂mītsu♀gāru anata no "hajimete" watashi ni chōdai!! / hōkago daisakusen! toriaezu kisu shimasho?Closing the distance in the dark room! Club activity that's a little dangerous!? / Cultural festival all fired up! The queen of the school is me!! (ぼーい♂みーつ♀がーる あなたの『初めて』私にちょうだい!! / 放課後大作戦！とりあえずキスしましょ？) | 13 maja 2010     |
| 08 | bōi♂mītsu♀gāru anata no "hajimete" watashi ni chōdai!! / hōkago daisakusen! toriaezu kisu shimasho?Closing the distance in the dark room! Club activity that's a little dangerous!? / Cultural festival all fired up! The queen of the school is me!! (ぼーい♂みーつ♀がーる あなたの『初めて』私にちょうだい!! / 放課後大作戦！とりあえずキスしましょ？) | 20 maja 2010     |
| 09 | bōi♂mītsu♀gāru anata no "hajimete" watashi ni chōdai!! / hōkago daisakusen! toriaezu kisu shimasho?Closing the distance in the dark room! Club activity that's a little dangerous!? / Cultural festival all fired up! The queen of the school is me!! (ぼーい♂みーつ♀がーる あなたの『初めて』私にちょうだい!! / 放課後大作戦！とりあえずキスしましょ？) | 27 maja 2010     |
| 10 | bōi♂mītsu♀gāru anata no "hajimete" watashi ni chōdai!! / hōkago daisakusen! toriaezu kisu shimasho?Closing the distance in the dark room! Club activity that's a little dangerous!? / Cultural festival all fired up! The queen of the school is me!! (ぼーい♂みーつ♀がーる あなたの『初めて』私にちょうだい!! / 放課後大作戦！とりあえずキスしましょ？) | 3 czerwca 2010   |
| 11 | bōi♂mītsu♀gāru anata no "hajimete" watashi ni chōdai!! / hōkago daisakusen! toriaezu kisu shimasho?Closing the distance in the dark room! Club activity that's a little dangerous!? / Cultural festival all fired up! The queen of the school is me!! (ぼーい♂みーつ♀がーる あなたの『初めて』私にちょうだい!! / 放課後大作戦！とりあえずキスしましょ？) | 10 czerwca 2010  |
| 12 | bōi♂mītsu♀gāru anata no "hajimete" watashi ni chōdai!! / hōkago daisakusen! toriaezu kisu shimasho?Closing the distance in the dark room! Club activity that's a little dangerous!? / Cultural festival all fired up! The queen of the school is me!! (ぼーい♂みーつ♀がーる あなたの『初めて』私にちょうだい!! / 放課後大作戦！とりあえずキスしましょ？) | 17 czerwca 2010  |

### Lista seiyū
Poniższa tabela przedstawia listę seiyū – japońskich aktorów głosowych użyczających głosów konkretnym postaciom z anime.
| postać                 | seiyū           |
| ---------------------- | --------------- |
| Yamada                 | Yukari Tamura   |
| Takashi Kosuda         | Atsushi Abe     |
| Chika Yamada           | Asami Shimoda   |
| Mayu Miyano            | Kana Hanazawa   |
| Kazuki Kosuda          | Mamiko Noto     |
| Erogamisama            | Rumi Shishido   |
| Keiichi Kanejō         | Tomoaki Maeno   |
| Kyōka Kanejō           | Yū Kobayashi    |
| Miharu Takeshita       | Yui Horie       |
| Futoshi Kurokawa       | Fumihiro Matsui |
| Maki Kobayashi         | Hiroko Kusunoki |
| Aoi Katase             | Izumi Kitta     |
| Kōta Akimoto           | Kouta Oshita    |
| Ichihara-san           | Kumiko Nakane   |
| matka Takashi i Kazuki | jw.             |
| Mami Misato            | Megumi Iwasaki  |
| Kaori Sakai            | Miki Hase       |
| Akai-sensei            | Yuko Gibu       |
| Daisuke Matsuo         | Yutaka Koizumi  |
| Shun'ichi Kudō         | jw.             |

### Muzyka
Oprawę muzyczną anime stanowią głównie dwa utwory: Oshiete A to Z (jap. おしえて A to Z) oraz Hadashi no Princess (jap. 裸足のプリンセス). Pierwszy z nich słyszany jest na początku, drugi natomiast na zakończenie każdego odcinka. Pierwszą piosenkę skomponował oraz zaaranżował Masatomo Ōta, autorem tekstu jest natomiast Manami Fujino. Obie piosenki wykonuje Yukari Tamura. Autorami reszty muzyki są Hitoshi Fujima oraz Junpei Fujita (obaj kompozytorzy są członkami grupy Elements Garden). Instrumentalna aranżacja pierwszej piosenki jest również tłem muzycznym w czasie akcji rozgrywającej się w serialu. 28 kwietnia 2010 roku wydany został maxi singel zawierający oba utwory. Za dźwięk w anime odpowiadał Yoku Shioya.